# Osbornoceros osborni
Az Osbornoceros osborni az emlősök (Mammalia) osztályának párosujjú patások (Artiodactyla) rendjébe, ezen belül a villásszarvúantilop-félék (Antilocapridae) családjába tartozó fosszilis faj.
Nemének eddig az egyetlen felfedezett faja.

## Tudnivalók
Az Osbornoceros osborni körülbelül 7-6 millió évvel élt ezelőtt, a késő miocén korszak idején, Észak-Amerika területén. A lelőhelyeken jó állapotban megmaradt kövületeket találtak, körülbelül egy tucat Osbornoceros maradványát kapták meg. Az összes kövületet az új-mexikói Lyden melletti külszíni lelőhelyen, a Chamita Formation-ban találták meg. Csak ezen a lelőhelyen, sok más maradványra is rábukkantak, köztük egy fosszilis amerikai borzformára, a Chamitataxus avitusra, amely kortárs volt az Osbornoceros-szal. Az Osbornoceros osborni holotípusát 1937-ben fedezték fel. A további expedíciók során sok más maradványt is találtak.
Az Osbornoceros osborni igen hasonlított a ma is létező villásszarvú antilopra (Antilocapra americana). Testfelépítése vékony volt, fején egy sorozat, kis méretű szarv ült. Négylábú növényevőként, amely a futásra specializálódott, a nyílt, füves pusztákat kedvelte. Életmódjáról keveset tudunk, valószínűleg hasonlított a ma is élő rokon életmódjához. Testét rövid szőrű bunda fedte.

### Fordítás
- Ez a szócikk részben vagy egészben  az   Osbornoceros című angol Wikipédia-szócikk ezen változatának fordításán alapul.  Az eredeti cikk szerkesztőit annak laptörténete sorolja fel. Ez a jelzés csupán a megfogalmazás eredetét és a szerzői jogokat jelzi, nem szolgál a cikkben szereplő információk forrásmegjelöléseként.